# Stationair proces

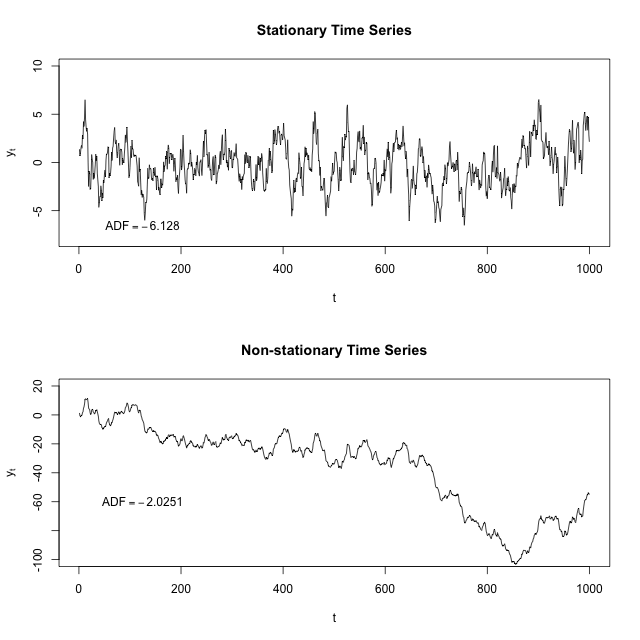
Een stationair proces (boven) en een niet-stationair proces (onder)

Een stationair proces is een proces dat onafhankelijk is van de tijd, een stochastisch proces waarbij de simultane verdeling niet verandert als het in de tijd wordt verschoven.
Een functie is voor een bepaald argument stationair als een kleine verandering van het argument een in verhouding kleine verandering in de functiewaarde geeft, bijvoorbeeld in de orde van het kwadraat van de verandering van het argument. Zie Stationair punt.